# كانيلي
كانيلي (بالإيطالية: Canelli)‏ هي بلدة وبلدية في مقاطعة أستي في إقليم بييمونتي في جنوب إيطاليا.

## السكان
في سنة 1861 بلغ عدد السكان 4٬454 نسمة، وتطور العدد ليصل في سنة 2011 لـ 10٬569 نسمة.
يظهر هذا المخطط البياني تطور النمو السكاني لـ كانيلي

## توأمة
لكانيلي اتفاقيات توأمة مع كل من:
- كاوناس
- منفي
- بياتسا أرميرينا
- Mezőtúr [الإنجليزية]‏